# Gouvernance financière
 (avril 2024).
- Si vous ne connaissez pas le sujet, laissez ce bandeau (vous pouvez alors contacter les auteurs).
- Si vous supprimez le contenu mis en cause (vous pouvez préalablement contacter les auteurs),

argumentez précisément cette suppression dans la page de discussion
(un manque de référence n'est pas un argument ; une recherche réelle de référence doit avoir été effectuée, être formellement documentée).
La gouvernance financière est l’ensemble des processus, règles, normes, valeurs et institutions grâce auxquels les différents acteurs (organismes publics locaux, d’État et internationaux, entreprises, mouvements sociaux et citoyens, entre autres) gèrent les actifs et les flux financiers. Gestion qui s'insère dans le cadre de systèmes et de marchés financiers présents sur tous les territoires, aussi bien à l’échelle mondiale que locale.

Faisant appel à de nombreuses disciplines, la gouvernance financière repose un modèle formel plus ou moins structuré (on parle d'« architecture » ou de « cartographie » dans lequel les acteurs, leurs pratiques et leurs règles s’établissent et trouvent leur place.
Au cours des dernières décennies, la globalisation progressive des marchés financiers et l’ouverture croissante aux marchés extérieurs ont fait que la gouvernance financière à l’échelle mondiale (problématiques, activités et défis )occupent aujourd’hui une place prépondérante au détriment des systèmes financiers nationaux ou locaux. Cet aspect fera donc l’objet d’une attention particulière dans l’analyse proposée.
Tout système financier a pour mission fondamentale l’apport, l’autorisation et l’évaluation du crédit pour la société à laquelle il est rattaché. Selon Dembinski , la finance est un sous-système économique qui remplit trois fonctions spécifiques : 

- tout d’abord, garantir la circulation des transactions financières ;
- ensuite, réunir l’épargne et la mettre au service de projets d’investissement ;
- enfin, évaluer le risque, lui attribuer une valeur et faire en sorte qu’il soit rentable.
Selon Germain , à la mission principale de tout système financier contemporain qui est d’assurer l’apport de fonds pour le développement de la société, s’ajoute la recherche d’un certain degré d’équité sociale et d’autonomie politique. Actuellement, le système financier se caractérise par une domination du marché économique, du fait d’une plus grande valeur et d’une plus grande promptitude de ses transactions, dans un contexte où les deux mécanismes luttent sur le même terrain (utilisation des mêmes moyens de change, concrètement le même système monétaire).
D’un point de vue géopolitique, le système financier mondial contemporain se caractérise par un transfert croissant d’influence vers les pays émergents en raison de l’expansion économique de leurs marchés. La Crise financière de 2008 a ouvert le débat sur la nécessité d’une gouvernance qui réponde aux attentes de l’ensemble des acteurs du système financier. Selon Germain, il s’agit d’essayer de déterminer quelles sont les organisations impliquées dans la gouvernance et comment elles interagissent, à travers des normes et des accords, afin de produire des systèmes transparents, légitimes, efficaces et justes.
Depuis cette crise, un nombre croissant d’auteurs (voir la partie consacrée aux propositions) s’accordent sur le besoin de tourner la page sur un modèle financier orienté vers la maximisation du court terme et la spéculation, et sur la nécessité d’entrer dans un autre modèle, qui récupère sa fonction de soutien à l’efficacité de l’économie productive et la reconnaît comme un des facteurs générateurs de bien-être social.

## Le rôle des finances dans l’économie (à l’échelle mondiale, nationale et locale)

### Globalisation des finances
Selon Dembinski , la globalisation financière se caractérise par la fusion progressive des systèmes financiers nationaux dans un système global émergent. Ce système comporte deux niveaux : d’une part, un marché financier global, qui apporte un financement aux plus grandes entreprises à l’échelle mondiale, et d’autre part, la somme des fonds dans le monde entier, qui constitue le niveau local et canalise de plus en plus d’épargne et d’argent liquide vers le premier niveau. L’auteur souligne qu’il n’est pas certain que cette stratification soit suffisante d’un point de vue économique et qu’elle limite la capacité d’accès au financement des petites et moyennes entreprises. Dembinski signale également que le système financier est devenu l’ossature de l’économie et de la société contemporaines et que c’est le degré de solvabilité qui détermine de plus en plus les droits actuels ou futurs des personnes, des communautés ou des pays.

### Crise financière et agenda global
Ce caractère central des finances par rapport à l’économie et de l’économie par rapport à l’organisation sociale, fait que certains auteurs  situent la crise du système financier dans le cadre d’une crise systémique généralisée qui touche l’ensemble de l’économie, de la société et de la planète et qui se manifeste par les signes suivants : la pauvreté et l’inégalité (entre pays et au sein de chaque pays), un commerce international régi par des normes injustes qui ne privilégient qu’une minorité, un modèle énergétique déprédateur qui épuise les ressources à cause de l’excès de la demande, et le changement climatique comme conséquence des modèles de développement et de consommation non durables.
Face à tout cela, il apparaît qu’une refondation du système financier est nécessaire mais insuffisante : il faut un agenda global à l’échelle mondiale qui conduise à un changement de paradigme, (dont la refonte du système financier global ferait partie), accompagné d’autres transformations permettant de parvenir à « [un modèle] de globalisation différent, et qui ne soit pas uniquement gouverné par des principes de rentabilité, mais également par des principes de justice, de solidarité et de responsabilité envers les citoyens ».

### Libéralisation financière
Le système financier de la première décennie du XXIe siècle est le fruit de quatre décennies de libéralisation financière, laquelle a débuté au début des années 1970 et a été indirectement accélérée par certains événements historiques, dont le démantèlement du bloc communiste à partir de 1989. Selon Ibase , il s’agit d’un double processus qui s’est développé en parallèle à l’échelle nationale et internationale.
« D’une part, la libéralisation financière nationale est centrée sur la dérégulation des marchés financiers nationaux et sur la modification des instruments de politique économique pour s’adapter aux nouvelles règles. […] L’idée que les marchés financiers totalement libres pourraient être une menace a été remplacée par l’idéologie qui consiste à penser que les marchés ne se trompent pas. [...] Lorsqu’un pays permet la libre entrée et sortie du capital financier, il envoie des signes aux propriétaires des richesses locales qui ont le choix entre se soumettre aux lois nationales ou transférer leurs opérations dans un environnement plus convivial. Cela signifie que si le gouvernement d’un pays décide de réduire le taux d’intérêt pour stimuler la croissance et l’emploi dans son économie, les détenteurs du capital financier peuvent choisir de transférer leurs richesses dans d’autres pays plus attractifs, forçant ainsi le gouvernement à revenir sur sa politique économique. […] D’ailleurs, il ne s’agit pas uniquement du libre choix de la politique monétaire qui s’en trouve affecté. La décision d’imposer des impôts progressifs, par exemple, devra affronter la réaction hostile des investisseurs vis-à-vis de cette politique. Si elle leur paraît inacceptable, ils peuvent tout simplement fuir dans un autre pays avec leur capital. Cela peut arriver avec n’importe quelle politique qui ne serait pas du goût des investisseurs et des rentiers. […] La plupart du temps, il n’est pas nécessaire qu’il y ait réellement fuite de capitaux. La simple menace d’entrer dans un épisode de fuite des capitaux intimide suffisamment les gouvernements nationaux pour qu’ils reconsidèrent leur position  »
« D’autre part, la libéralisation financière internationale […] consiste à démanteler les contrôles des capitaux pour augmenter la liberté avec laquelle le capital financier peut se déplacer au-delà des frontières nationales ». Au cours de la deuxième décennie des années 1990, « le démantèlement des contrôles de capitaux a exposé certains pays qui l’avaient adopté, à une volatilité et une crise récurrentes, entre autres effets dévastateurs, sans croissance perceptible en termes de développement économique. [...] Par conséquent, la libéralisation a ouvert les portes au capital financier, mais pas au capital productif. Le capital financier ne cherche pas à se convertir en capital productif, il ne fait que spéculer sur les différences entre les valeurs productives. […] Lorsque la liquidité est abondante sur les marchés financiers internationaux, comme c’est le cas actuellement, il y a un excès de capital financier à la recherche d’affaires dans le monde entier, entraînant une surévaluation des taux de change dans les pays en voie de développement, rendant ainsi plus difficiles leurs exportations et menaçant même leurs niveaux internes de production face à la concurrence des importations bon marché. »

### Échelle nationale et gouvernance financière
Selon Germain , il existe deux éléments de résistance de l’échelon national face au caractère dominant de la gouvernance financière globale. Il s’agit pour l’un d’un « intérêt propre orienté vers l’extérieur », selon lequel les gouvernements soutiennent l’établissement de règles internationales qui favorisent leurs propres intérêts et ceux des institutions financières principales de leurs pays respectifs. Le second élément est un « intérêt propre orienté vers l’intérieur », selon lequel le gouvernement et les institutions financières d’un pays résistent à l’instauration de normes et de règles internationales qui entrent en conflit avec les pratiques nationales existantes. À ces deux éléments, il convient d’ajouter la prérogative de l’émission de la monnaie, base matérielle du système financier.

### Gouvernance financière locale
À l’échelon local, il n’existe pas encore, d’une façon générale, de véritables systèmes de gouvernance financière dans lesquels interviennent différents acteurs. Ainsi, du moins en Afrique et selon Yatta  les collectivités locales évoluent dans un contexte difficile, caractérisé par le décalage entre les nouvelles compétences transférées par la décentralisation et les moyens alloués dans les budgets locaux. Les budgets participatifs sont des expériences développées notamment à l’échelle locale dans le monde entier et pour lesquelles la démocratie participative a été mise en place en tant que système d’élaboration des budgets des entités concernées.

## Les caractéristiques du système financier
« Financiarisation » (économique)Selon Calame, les causes de la crise financière se trouvent dans la « financiarisation », c’est-à-dire dans le processus de domination, à l’échelle internationale, du marché des flux financiers sur le marché des échanges de produits réels, ce qui résulte d’un poids économique beaucoup plus grand des premiers par rapport aux seconds dans le contexte d’un marché indissociable. La « financiarisation » profite ainsi des innovations technologiques de ces dernières années (tout particulièrement Internet), qui ont accéléré le volume des transactions ;
« Financiarisation » de mentalitésSelon Dembinski , la croissance ininterrompue de l’économie dans la deuxième moitié du XXe siècle et le début du XXIe siècle est devenue un élément constitutif fondamental des sociétés, tout comme la finance est aujourd’hui au centre de l’économie. Ainsi, d’un côté, la possession de biens et la capacité d’achat déterminent le pouvoir, le risque d’exclusion sociale et régissent le destin des personnes, tandis que de l’autre côté, dans une société ouverte et mobile, la finance transforme la confiance interpersonnelle en une « pseudo-confiance » dans les institutions, garantie par la liquidité des marchés ;
Externalisation du risqueSelon Chomsky, le système n’assume pas de façon satisfaisante le coût qu’un échange entre deux agents peut occasionner à un tiers, y compris à l’ensemble de la société ou à l’environnement. Cette absence de responsabilisation a pour conséquence une augmentation du risque de voir apparaître périodiquement des crises financières graves. Ignorer les externalités des transactions implique, selon l’auteur, que « le secteur public assume les coûts et les risques tandis que le bénéfice se privatise. » ;
« Extraterritorialité »l’augmentation exponentielle du volume des réserves en devises est une innovation financière postérieure à la Seconde Guerre mondiale et une des caractéristiques de l’interdépendance économique et sociale qui conduit à intensifier la globalisation ;
Flux de capitaux et explosion des transactions financièresla dette internationale, les investissements directs ainsi que les transferts de tout type dépassent en volume, dans leur ensemble, les transactions commerciales. L’explosion des transactions financières a donné lieu à une dépendance des sociétés occidentales vis-à-vis des finances. Cela signifie qu’elles sont particulièrement sensibles aux variations du système financier. Deux autres évolutions financières ont accompagné cette transformation. Il s’agit tout d’abord de l’augmentation des services dans le système productif de ces dernières décennies, qui correspond à un accroissement de la demande en produits non matériels parallèles (marketing, publicité, transport). La deuxième évolution est que l’explosion des fonds de pension alimente désormais une demande importante, ce qui contribue à augmenter le volume des opérations financières ;
Confusion et fusion entre monnaie et financeentre l’actif liquide, dont le meilleur exemple est le billet de banque, et l’obligation émise par un gouvernement se situe toute une gamme de produits qui rend impossible l’établissement d’une démarcation claire entre monnaie et finance. Les limites entre les secteurs public et privé sont dès lors également peu marquées ;
Rôle croissant des régulations bancairesface à la complexité de l’activité financière, les banques centrales ont acquis un rôle prépondérant exceptionnel en tant que superviseurs de la régulation financière ;
Marchés et gouvernementsla mise en place d’une flexibilité monétaire dans la foulée de la décennie qui a suivi la suspension de la convertibilité du dollar en or s’est accompagnée d’un développement progressif du marché des changes. En conséquence, les choix et les décisions des gouvernements en matière de politique économique ont été directement exposés au verdict des opérateurs privés  ;
Élaboration de mécanismes de bénéfice à court termeces mécanismes favorisent la spéculation, provoquent un décalage avec la valeur réelle des produits et du marché du travail, ce qui fait que l’économie publique est à la merci des fluctuations du marché et, en l’absence de mécanismes de régulation efficaces, susceptible d’être très affectée par une éventuelle crise financière .

## La crise financière de 2008
« La crise financière de 2008 s’est déchaînée de façon directe à la suite de l’effondrement de la bulle immobilière aux États-Unis en 2006, qui a provoqué aux environs du mois d’octobre 2007 ce qu’on a appelé la crise des subprimes. Les répercussions de cette crise hypothécaire ont commencé à se manifester très sérieusement au début de 2008, affectant tout d’abord le système financier américain, puis le système international, provoquant une profonde crise de liquidité et entraînant indirectement d’autres phénomènes économiques, comme une crise alimentaire globale et divers effondrements boursiers (comme la crise boursière de 2008, la crise boursière mondiale d’octobre 2008 et, dans l’ensemble, la crise économique à l’échelle internationale. » Parmi les causes fondamentales de la crise, il faut noter, selon Rozo , un « décalage » entre l’économie réelle et l’économie monétaire. L’auteur affirme que les marchés financiers sont devenus des « espaces autonomes d’investissement ou des « containers financiers », dans lesquels on immobilise l’excès de liquidité qui existe dans l’économie réelle. Ces containers se transforment en dispositifs spéculatifs de devises, œuvres d’art, métaux précieux, biens fonciers, actions d’entreprises et, plus récemment, pétrole et d’aliments. Bien évidemment, ces containers ont une limite et si celle-ci est atteinte, c’est alors que survient l’explosion des bulles spéculatives ».
L’accumulation de ces biens a été facilitée par la globalisation néo-libérale, un degré d’interdépendance élevé et une régulation globale faible  et permissive (voir Bâle II), qui a encouragé l’accroissement du risque et n’a pas su mettre un frein à la multiplication, au cours des dix dernières années, de produits financiers complexes, qui superposent et accumulent dettes et crédits et qui, conformément à une logique avide et sans limites d’augmentation des bénéfices, accordent leur confiance à des acteurs à la crédibilité financière douteuse, tout en privilégiant au surplus le court terme. L’explosion de la bulle immobilière globale (crise des subprimes), résultat d’années de frénésie spéculative dans ce secteur, a été le détonateur de la crise financière. Les conséquences complexes et catastrophiques de cette crise semblent donner raison à des auteurs qui, comme Delors , considèrent que l’autorégulation des marchés est impossible ou imparfaite et qu’avec la globalisation, les distorsions financières finissent par affecter l’ensemble des économies et des sociétés à l’échelle planétaire.
Il existe par ailleurs un autre courant qui va plus loin et qui considère que l’ensemble du modèle capitaliste ne peut plus être sauvé. D'Escoto  affirme, par exemple, que nous vivons une « crise systémique » produite par un système « dépourvu d’éthique » qui est « à bout de souffle ». Selon le président de l’Assemblée Générale de l’ONU, « le capitalisme porte en lui le gène de l’autodestruction ». La crise financière de 2008 a eu lieu dans les pays historiquement industrialisés, mais elle a été précédée, dans les années 1990, par des crises financières dans les pays émergents, particulièrement en Asie et en Amérique Latine. Tout comme cela a été le cas avec la crise de 2008, il s’agissait de crises de liquidité, résultant d’une altération des conditions du marché financier sans connexion causale avec l’économie réelle.
Comme issue à la crise, le milliard de dollars accordé pour stimuler financièrement l’économie internationale est plus que ce dont il était question dans les premiers débats et il représente sans doute le plus grand plan fiscal concerté de l’histoire . De nombreux analystes prévoient une récupération de la croissance économique et, par conséquent, une sortie de la crise pour 2010 dans la plupart des pays touchés.

## La gouvernance des institutions financières
Les institutions internationales qui possèdent le plus de poids dans la finance mondiale sont le Fonds monétaire international (FMI), la Banque mondiale, l’Organisation mondiale du commerce (OMC) et le G7, transformé récemment en G20.
Par ailleurs, mais tout aussi importants, il existe des organismes régulateurs, c’est-à-dire dont la fonction exclusive est l’élaboration de normes relatives à l’organisation de la finance et la surveillance de leur exécution, sans toutefois que ces organismes interviennent directement sur le marché financier.
Selon leurs détracteurs, toutes ces institutions se caractérisent par leur faible degré de démocratie  et elles passent pour être le « symbole d’une gouvernance mondiale considérée comme illégitime  ». Concrètement, les pays en voie de développement sont sous-représentés, en dépit de l’importante réforme qui a suivi la crise financière de 2008 et qui a consisté à incorporer plusieurs pays émergents dans le G7, reconverti en G20. Ce flagrant « déficit démocratique », selon les propres termes d’Ibase  « n’empêche pas [ces institutions] de prendre des décisions qui affectent profondément la vie et le bien-être des sociétés exclues des négociations ». « Qui plus est, leurs actions sont considérées comme inefficaces, contre-productives et catastrophiques, particulièrement du point de vue des politiques sociales des pays en voie de développement . »
Il est également important d’observer la hiérarchie qui s’établit entre ces institutions dans le cadre de la gouvernance mondiale. Concrètement, l’indépendance du FMI, de la Banque mondiale et de l’OMC par rapport à la tutelle des Nations unies établit un équilibre de pouvoir qui s’avère favorable aux premiers  et à leurs politiques néo-libérales et relègue l’ONU au rang d’acteur de second plan ou dans un simple rôle testimonial en ce qui concerne la promotion du développement international.

### Institutions financières internationales (IFI)
le Fonds monétaire international (FMI)
Le Fonds Monétaire International a été défini par la Conférence de Bretton Woods à la fin de la Seconde Guerre Mondiale afin de réguler le système monétaire international de changes fixes. L’abandon de ce système dans les années 1970 a toutefois fait évoluer la mission de cette institution. Aujourd’hui, le FMI continue de réguler le système financier, tout en aidant les pays en voie de développement par le biais d'un apport de fonds pour qu’ils puissent surmonter les crises éventuelles dues au déficit dans leurs balances des paiements.
L'octroi de ces crédits, souvent indispensables pour les pays concernés, a été soumis à certaines conditionnalités (dans le cadre de ce qu’on appelle les politiques d’ajustement structurel), dont l’objectif devait être l’équilibre de la balance des paiements, même si le coût social élevé de ces politiques a souvent empêché ces pays de sortir de la spirale du sous-développement, voire a contribué à les enfoncer.
Le système de vote du FMI est basé sur le montant de la contribution des pays qui en sont membres. Ainsi, les membres du G7 contrôlent-ils 45 % des droits de vote, dont 17 % environ pour les États-Unis, ce qui permet à ce pays de disposer d’une minorité de blocage. Le Fonds monétaire international a été souvent critiqué pour avoir pris la défense des intérêts des pays occidentaux, et en particulier de ceux des États-Unis. Selon Bello, cela a notamment été le cas, lorsque le Japon, pour prévenir la crise financière de 1997, a proposé la création d’un Fonds monétaire asiatique, une initiative que les autres pays de la région ont accueillie favorablement, tandis que le FMI et les États-Unis s’y opposaient farouchement .
Selon Gonçalves  « l’expérience historique montre que les programmes dirigés par le FMI tendent à mettre les pays en développement sur la voie de l’instabilité et de la crise. Dans l’ensemble, ces crises vont au-delà de la dimension économique, entraînant des problèmes sociaux et des ruptures politiques et institutionnelles dans les pays en voie de développement. »
À la suite du sommet du G20 à Londres, en avril 2009, il a été décidé de renforcer le FMI en injectant une énorme quantité de fonds pour qu’il puisse intervenir comme un organisme prêteur en dernière instance. On lui a également attribué un rôle fondamental de surveillance du système financier aux côtés du nouveau [Gouvernancière_financière#Gouvernance_des_institutions_financières#Les_organismes_régulateurs|Conseil de stabilité financière]. Le FMI a en outre reçu pour missions d’augmenter son efficacité et sa transparence, de mieux représenter les pays en voie de développement et d’en finir avec les conditionnalités léonines qui accompagnaient ses crédits .
La Banque mondiale (BM)
La Banque Mondiale est l’institution « jumelle » du FMI. Elle est également issue de la conférence de Bretton Woods. Elle avait pour objectif de réduire la pauvreté grâce à des emprunts à faible taux d’intérêt, des crédits sans intérêt au niveau bancaire et des soutiens économiques aux pays en voie de développement. Elle a été initialement créée afin d’aider à la reconstruction européenne dans la période de l’après-guerre, ses fonctions ayant ensuite été étendues au domaine du développement, tandis que son organisation évoluait vers ce que l’on connaît aujourd’hui et qui constitue la Banque mondiale dans son ensemble, soit les agences suivantes : la Banque internationale pour la reconstruction et le développement (BIRD), l'Association internationale du développement (AID), la Société financière internationale (SFI), l'Agence multilatérale de garantie des investissements (AMGI) et le Centre international pour le règlement des différends relatifs aux investissements (CIRDI).
La valeur du vote au sein de la Banque mondiale s’organise également à travers les contributions, qui sont proportionnelles à la richesse de chaque pays représenté. Ainsi les États-Unis contrôlent-ils 16,39 % des droits de vote, le Japon 7,86 %, l’Allemagne 4,49 %, la France, le Royaume-Uni et l’Italie 4,30 %, etc.
L’autonomie des institutions de Bretton Woods leur vient de leur fondation. Elles sont considérées comme des « agences spécialisées » selon la Charte de l’Organisation des Nations unies de 1945 et la nature de leurs relations avec l’ONU, stipulée dans les accords de relations respectifs, affirme l’autonomie des institutions financières internationales dans les affaires qui sont de leur compétence. L’indépendance organisationnelle de ces institutions et leur gouvernance favorable aux pays les plus industrialisés ont eu d’énormes conséquences sur la politique économique et le développement social et économique de la planète, particulièrement pour les pays en voie de développement .. De même, elles ont également empêché, dans une grande mesure, que ces institutions assument les missions pour lesquelles elles avaient été créées à l’origine : assurer la stabilité des grandes monnaies et faciliter la reconstruction de l’après-guerre. Leur mandat a été limité dès le début par les États-Unis qui n’ont pas accepté les propositions de Keynes d’instaurer un système monétaire mondial . Concrètement, après 1971, le FMI a perdu sa fonction de stabilisation des taux de change .
Autres institutions financières internationales
Parmi les institutions financières qui jouent un rôle à l’échelon international, il faut également distinguer les banques de développement régionales (Banque interaméricaine de développement, Banque asiatique de développement, Banque africaine de développement, Banque européenne pour la reconstruction et le développement, etc.), les banques de développement bilatérales, comme la Compagnie financière hollandaise pour le développement, et d’autres institutions financières à l’échelle régional, comme la Banque européenne d’investissement, la Banque de développement de la mer Noire, la Banque islamique de développement, etc.).

### Autres institutions influentes dans le système financier
L’Organisation mondiale du commerce (OMC)
L’OMC supervise les accords commerciaux internationaux grâce à la définition de règles de commerce entre les États membres. L’OMC a succédé en 1995 à l’Accord général sur les tarifs douaniers et le commerce (GATT en anglais), qui avait été fondé en 1947. Dans la pratique, l’objectif fondamental de l’OMC était de réduire ou d’éliminer complètement les barrières internationales en matière de commerce (processus de libéralisation financière).
Les autres objectifs de l’OMC, comme forum de négociations commerciales multilatérales, consistaient à :
- Gérer les procédures de solution aux différends commerciaux ;
- Superviser les politiques commerciales ;
- Coordonner les politiques économiques pour développer la demande et l’emploi, particulièrement dans les pays à faibles revenu [28];
- Coopérer avec la Banque Mondiale et le FMI afin de parvenir une meilleure cohérence entre les politiques économique et commerciale à l’échelle mondiale ;
- Intervenir dans deux accords d'une importance fondamentale créés récemment et qui sont développés et administrés par l’OMC : l’Accord général sur le commerce des services (AGCS) ; et l'Accord sur les aspects des droits de propriété intellectuelle qui touchent au commerce (ADPIC). Le premier accord ouvre au capital privé, à l’échelle mondiale, des services jusqu’ici considérés comme publics dans de nombreux pays, comme l’éducation et la santé. Le second implique l’intervention de l’OMC dans le domaine de la définition de la propriété intellectuelle.

Le système formel de vote dans l’OMC est le suffrage universel (un pays, un vote). Toutefois, la prise de décisions anticipées par les pays les plus puissants (les négociations de la « salle verte ») , décisions imposées indirectement aux autres pays, constitue une pratique courante et l’un des aspects de l’OMC les plus critiqués par les pays en développement et les mouvements sociaux.
G20
Le G20 est un groupe de pays formé en 1999, qui rassemble les huit pays les plus industrialisés G8, onze nouveaux pays industrialisés appartenant à toutes les régions du monde et l’Union européenne en tant qu'entité.
Pour certains, le G20 est plus représentatif que le G8, puisqu’il représente 70 % de la population mondiale. « Le G20 a été le premier sommet dans lequel les grandes économies émergentes, comme la Chine, le Brésil, l’Inde ou le Mexique, se sont assises avec les mêmes conditions d’égalité que les plus puissantes  »
Mais pour les esprits critiques, le G20 n’a pas le droit de prendre des décisions qui concernent le monde entier, car il représente un groupe d’États choisis arbitrairement. Concrètement, les pays ou les régions les plus pauvres n’y sont pas représentés. Le G20 ne dispose pas d’une charte et ses débats ne sont pas rendus publics, ce qui en fait une institution non démocratique ,.

### Organismes régulateurs
« Les organismes régulateurs [...] sont des associations d’autorités administratives du secteur financier. Ils ont en commun leur nature technique : ce sont des agences spécialisées dans la régulation et la supervision du marché financier. »
« Le travail de ces organismes régulateurs s’oriente davantage vers l’établissement de principes de base et de critères professionnels qui stimulent la réforme des différentes lois nationales, plutôt que vers l’élaboration d’un droit uniforme. »
« Les résolutions et les rapports techniques des organismes internationaux de régulation et de contrôle financier sont transférés par les superviseurs financiers aux forums régionaux. Dans ces forums, on adopte des accords et l’on approuve des décisions tendant à l’application des critères internationaux dans les différents territoires. Parmi ces forums régionaux, on distingue celui constitué par l’Union européenne. Beaucoup de ses directives et règlements en matière financière sont le reflet fidèle des accords adoptés à l’échelon international. On a critiqué le manque de légitimité démocratique de ces organismes pour dicter des standards internationaux applicables en droit interne. Le fait est que les Parlements nationaux se transforment ainsi en de simples réceptacles des décisions adoptées par ces organismes, reconnaissant dès lors leur incapacité technique à mettre de l’ordre sur le marché financier. »
« Ces organismes contribuent par leur travail à la standardisation des contrats financiers en réduisant le coût des transactions et en augmentant la liquidité sur les marchés. Bon nombre des produits utilisés dans la crise des subprimes étaient dépourvus de cette standardisation, ce qui rendait difficile l’évaluation des risques, et ce manque de clarté a en définitive nui à leur liquidité . »
Le Forum de stabilité financière (FSF) et le Conseil de stabilité financière (CSF)
Le Forum de stabilité financière a été créé en 1999 pour promouvoir la stabilité financière internationale grâce à un meilleur échange d’informations et à la coopération en matière de supervision financière et de vigilance vis-à-vis des marchés. L’amélioration du fonctionnement des marchés et la réduction du risque systémique constituent également des objectifs pour cette institution.
Elle est composée de hauts représentants issus des institutions financières internationales, des groupements internationaux de régulateurs et superviseurs, de comités d’experts des banques centrales et des autorités nationales chargées de la stabilité financière. Les membres originels ont été le G7 et cinq autres pays qui représentaient d’importants centres financiers.
Le FSF est né à la suite des crises financières des années 1990, avec pour mission spéciale d’éviter ou d’atténuer les effets de crises futures. Les recommandations formulées dans ses rapports au G7 ont été considérées comme excellentes, même si la difficulté de leur mise en œuvre a été critiquée .
Au cours du sommet du G20 à Londres, en avril 2009, les acteurs ont décidé de la création d’un successeur au FSF, le Conseil de stabilité financière. Le CSF comprend les membres du FSF et a admis comme nouveaux membres l'ensemble du G20, l’Espagne et la Commission européenne.
Il est à espérer que le CSF, en coopération avec la Banque des règlements internationaux et le Fonds monétaire international, exerce les tâches suivantes :
- Surveillance des risques macroéconomiques et financiers, et remodelage des systèmes de régulation ;
- Contrôle d'une supervision systématique des institutions, des outils et des marchés financiers. Cela comprend, entre autres, la gestion alternative (hedge funds), les marchés de produits financiers dérivés et les paradis fiscaux [35].

La Banque des règlements internationaux (BRI)
Il s’agit d’une organisation qui encourage la coopération financière et monétaire internationales et qui sert de banque aux banques centrales. Elle n’a de compte à rendre à aucun gouvernement. La BRI remplit son mandat en étant :
- Un forum de discussion et d’analyse des politiques entre les banques centrales et à l’intérieur de la communauté financière internationale ;
- Un centre de recherche économique et monétaire ;
- Une garantie importante pour les banques centrales dans leurs transactions financières ;
- Un agent ou un administrateur d’opérations financières internationales.

« La BRI a été créée en 1930 pour gérer le paiement que l’Allemagne devait effectuer aux alliés, au titre des indemnités de guerre. Ces indemnités n’ont jamais réellement été versées et la BRI est devenue un lieu de rencontre des autorités monétaires des pays développés, où l’on pouvait discuter de problèmes et de stratégies communes . »
La BRI héberge quelques comités, comme le Comité de Bâle
Le Comité de Bâle
Il s’agit de la dénomination courante du « Comité de Bâle sur le contrôle bancaire » (Basel Committee on Banking Supervision - BCBS). Il s’agit d’une organisation mondiale qui réunit les autorités de contrôle bancaire, dont la fonction est de consolider les systèmes financiers. « Le Comité de Bâle maintient des contacts avec des superviseurs non membres du Comité à travers des consultations, une formation technique et une coopération instrumentée par des comités régionaux. Ainsi ses travaux se déroulent-ils, par exemple, en étroite collaboration avec le groupe de contact des autorités de supervision bancaire de l’Union européenne, et ils inspirent de nombreuses réformes du droit bancaire communautaire . »
Aux côtés de la BRI, le Comité de Bâle a élaboré depuis les années 1980 les stratégies fondamentales qui ont été employées dans la régulation des banques et des conglomérats financiers comportant des banques. Bien qu’il existe depuis les années 1970, il a fallu attendre la fin des années 1980 pour que le Comité de Bâle devienne le principal régulateur mondial.
Il est constitué de représentants des autorités de supervision bancaire des banques centrales des pays du G7 et de six autres pays d’Europe occidentale. Ce caractère restreint et non représentatif est dû au fait qu’il s’agit d’un groupe de consultation informel, sans réel pouvoir de décision ou d’application, même si, selon ses détracteurs, il permet à quelques pays puissants de maintenir leur participation dans d’importants forums « exclusifs » . Son influence fondamentale sur les finances a été mise en évidence avec la publication de deux accords, qui ont servi de guides pour la régulation financière internationale des deux dernières décennies, connus sous le nom de Bâle I et Bâle II
Autres organismes régulateurs
- L’Organisation internationale des commissions des valeurs (OICV-IOSCO) ;
- L'Association internationale des superviseurs d'assurances (AISA-IAIS) ;
- L'Association internationale des swaps et dérivés (ISDA) ;
- L'International Capital Market Association (ICMA) ;
- La Securities Industry and Financial Markets Association (en) (SIFMA).

Le Joint Forum sur les Conglomérats Financiers
L’apparition de conglomérats financiers, c’est-à-dire d’entreprises financières transnationales complexes qui opèrent dans plusieurs sous-secteurs du marché, ajoutée à la disparition croissante des barrières qui séparent l’exercice des différentes activités financières, renforce le besoin de coordonner l’intervention des organismes de contrôle à caractère sectoriel. Pour cette raison, le Joint Forum sur les conglomérats financiers, créé en 1996, réunit le BCBS, l’IOSCO et l’IAIS. Ce forum tripartite a reçu comme mandat spécifique l’identification des principes de base communs au contrôle des trois secteurs financiers les plus importants (banque, assurance et investissement), en partant de la comparaison des principes sectoriels récemment publiés. Il a également pour mission d’analyser des questions d’intérêt communes aux trois secteurs, comme la gestion du risque, les contrôles internes, le gouvernement des sociétés financières, l’externalisation des activités et les différentes activités financières. La crise des subprimes a mis en évidence les insuffisances du système établi par ces comités en matière de protection de la stabilité financière internationale. Ces insuffisances ont été analysées afin de proposer un nouveau cadre de protection de la stabilité financière .

## La régulation financière
« La régulation internationale des marchés financiers est dans un processus de construction. La globalisation et la « financiarisation » de la vie économique ne sont pas accompagnées d’un régime international des finances. Ce sont les techniciens et les professionnels qui ont réagi en créant des comités et des associations pour adopter des accords qui tendent à sécuriser les transactions. La récente crise des subprimes a mis en évidence les faiblesses du système, comme le manque de contrôle des produits financiers les plus complexes, les conflits d’intérêts que posent certains systèmes de rémunération des intermédiaires ou le besoin de réguler les agences de notation et autres gardiens du marché. Les premières réponses proviennent à nouveau des comités professionnels. Elles optent pour la prudence, évitant une « surréaction » face aux effets de la crise . »
Caractéristiques de la régulation
« Le perfectionnement des contrats, leurs systèmes de garantie et leur exécution ont lieu à travers des processus centralisés et liés les uns aux autres dont la nature juridique est encore à déterminer. Dans cette façon de réguler le marché financier, le pouvoir se déplace des tribunaux qui appliquent le droit privé vers les organismes professionnels, les grands cabinets internationaux d’avocats et les systèmes d’arbitrage international, qui appliquent les accords et développements techniques complexes élaborés par les contrôleurs et l’industrie financière. »
La principale faiblesse de ce mode de régulation et d’application des normes est son déficit démocratique. Les normes sont adoptées et mises en œuvre par des entités privées qui veillent à défendre leurs propres intérêts. Pour éviter cette absence de légitimité, on assume des engagements protecteurs des intérêts généraux, tels que celui de la consultation publique de toutes les initiatives en matière de régulation du marché financier. C’est le cas dans l’Union européenne avec ce qu’on appelle le système Lamfalussy .
Nature de la régulation
« Les accords des organismes internationaux de régulation financière ne sont pas une source du droit. Pas plus que leurs signataires ne peuvent agir en représentation des États. Il ne semble pas nécessaire de souligner encore une fois que les banques centrales, les commissions de valeurs, les contrôleurs d’assurances ou les associations de banques d’investissement n’ont pas le pouvoir nécessaire pour conclure de véritables accords internationaux. Ce type d’accords constitue l’une des expressions les plus significatives de la soft law, c’est-à-dire de standards et de normes de conduite professionnelle créés en marge des Parlements des États. Il s’agit de règles techniques qui, si elles n’ont pas la condition de loi, ont toutefois la vertu de réguler les finances internationales. Elles font partie de la nouvelle lex mercatoria des finances internationales, issue des opérateurs globaux. Elles répondent de façon uniforme aux besoins dégagés par le marché financier dans une économie globalisée. Les standards prolifèrent et ont du succès en raison de leur pragmatisme. En fin de compte, ils apportent des réponses aux problèmes posés par les finances internationales. »
« Il s’agit d’accords qui jouissent d’une rigueur technique élevée. Le détail de la régulation est, dans une large mesure, le résultat des prestations de conseil assurées par les grands cabinets d’avocats anglo-saxons aux banques d’investissement et autres opérateurs globaux. Aucune opération financière internationale d’une certaine envergure ne se fait sans leur participation. Ces cabinets ont colonisé le droit financier global, les offres publiques dans leurs diverses modalités, les fusions et acquisitions, et bon nombre d’opérations financières sont élaborées avec leur participation. Leur croissance a été parallèle au développement des marchés financiers. Les États n’ont pas su réguler et ordonner les nouveaux marchés et instruments financiers, et occupant la place, les cabinets d’avocats internationaux agissent à présent comme de véritables régulateurs des marchés financiers internationaux. Ils représentent la culture de l’élite du droit. Tout comme Napoléon colonisa l’Europe avec ses codes, les grands cabinets d’avocats pourraient bien être en train de mettre en place une nouvelle forme de néocolonialisme . »
Rôle de l’autorégulation
« Les États et les organismes internationaux assument les standards et les meilleures pratiques de l’industrie financière comme leur appartenant. De cette façon, grâce à une autorégulation régulée, la règle privée se transforme en norme publique. »
« L’autorégulation adopte différentes modalités. Elle va des codes de conduite de l’industrie aux règles techniques ou de meilleures pratiques professionnelles. On trouve un exemple d’autorégulation dans l’Union européenne. Au sein de celle-ci, les renvois aux « pratiques de marché acceptées » sont fréquents afin de déterminer la conduite que doivent suivre les intermédiaires et les opérateurs sur le marché. »
« Du point de vue de l’efficacité de la régulation et de son adaptation aux conditions changeantes du marché, il semble inadéquat de fixer dans une norme légale la conduite que les opérateurs doivent adopter sur le marché. On choisit de reconnaître les pratiques acceptées sur le marché comme un critère qui délimite la ligne de conduite à observer. Lesdites pratiques doivent être acceptées par le régulateur, garantissant un meilleur fonctionnement du marché. Mais pour déterminer quelles sont les pratiques à exclure de l’application des normes de prévention des abus du marché, il faut tenir compte du point de vue de tous les participants du marché, y compris des consommateurs. On ne peut pas admettre que l’industrie, une des parties de la relation, impose sa conduite à l’autre, c’est-à-dire aux consommateurs, la partie plus vulnérable . »

### Accords de Bâle
Accord de Bâle I
Cet ensemble de recommandations, publié en 1988 « était une mesure d’objectifs limités adressée à un petit groupe de banques actives à l’échelon international et qui se mesuraient sur les marchés, afin d’éliminer les avantages injustes en matière de concurrence, qui résultaient de divergences liées aux régimes de régulation. » Cet accord « était simple et établissait que les contrôleurs nationaux devaient exiger des banques actives à l’échelon international qu’elles maintiennent une valeur nette (capital propre) dans une proportion de 8 % de leurs actifs considérés à haut risque (le risque était déterminé par le comité même et ajouté à l’annexe de l’accord). »
« Bien que Bâle I ait été créé pour être appliqué aux pays les plus riches, il est devenu une norme courante dans toutes les banques de presque tous les pays […]. Au milieu des années 90, plus de 120 pays avaient adhéré à Bâle I ou avaient l’intention de le faire après une période de transition. […] On a cependant reconnu le besoin d’entreprendre une modification profonde de Bâle I, qui devait permettre d’instaurer les régulations appropriées devant être adoptées par un grand nombre de pays . »
Accord de Bâle II
L’objectif de cet accord, publié initialement en 2004, est « la création d’un standard international qui servira de référence aux régulateurs bancaires, avec pour objet de déterminer les conditions de capital nécessaires pour assurer la protection des entités face aux risques financiers et opérationnels. »
« L’accord de Bâle II est très complexe. Non seulement il détermine les conditions de capital requises, différenciées selon les différents types de banques, mais il dirige également l’action des superviseurs et définit les conditions d’accès à l’information. Bâle II s’appuie sur trois piliers : les coefficients de capitaux basés sur le risque, le contrôle et la discipline du marché. La section la plus importante du nouveau texte fait référence aux conditions de capital requises. […] Les superviseurs ont davantage de fonctions. Ils évaluent la qualification du risque, les systèmes de gestion et la structure administrative de la banque pour mettre en place la stratégie et pour gérer les risques qui n’ont pas été traités de façon explicite dans le nouvel accord, tels que les risques de liquidité . »
Parmi les critiques formulées à l’égard de Bâle II, selon Ibase,, il faut retenir les points suivants :
- L’Accord intègre les processus considérés comme les meilleures pratiques développées par les banques privées pour mesurer et administrer les risques. Or, ces pratiques se trouvent au cœur des méthodes ayant conduit à la crise financière de 2007-2008. Il s’agit donc d’une erreur de stratégie, qui se solde par un échec de l’accord avant même qu’il ait été adopté à l’échelle mondiale ;
- Il existe en outre un autre aspect négatif, qui peut avoir des conséquences de grande ampleur au-delà de la stabilité financière : on espère que les pays acceptent et mettent en pratique ces règles, alors même que leur contribution à l’élaboration de l’accord n’est pas requise puisque la participation est restreinte aux membres les plus prospères des pays riches ;
- L’application peut conduire à une augmentation de l’instabilité financière, sachant que les conditions requises en matière de régulation de capital sont exposées à un plus grand risque.

## Les critiques adressées à la gouvernance actuelle des institutions financières

### Inadaptation aux changements historiques
« Depuis cinquante ans, les institutions financières internationales ont traversé une longue histoire économique et politique. Le contexte dans lequel elles travaillent et leur véritable rôle ont évolué radicalement sans que leur mandat ou leur mode de fonctionnement n’aient évolué en parallèle. Les IFI ont gardé une structure qui, pour l’essentiel, n’a pas été modifiée, en dépit de la transformation radicale de leur environnement . »

### Remèdes inefficaces, contre-productifs et sélectifs
Les IFI ont encouragé les remèdes contre-productifs : la recette la plus largement répandue pour combattre aussi bien la pauvreté (Banque mondiale) que les crises financières (FMI) a été la libéralisation des marchés, ce qui, dans la pratique, a favorisé, dans la plupart des cas, des investissements financiers de type spéculatif au lieu d’investissements de type productif. À titre d’exemple, on peut citer le cas de la Malaisie, pour qui les conséquences de la crise financière asiatique en 1997 ont été moindres, parce qu’elle n’avait pas suivi la recette de la libéralisation et qu’elle avait appliqué une politique interventionniste .

### Contrôle de l’économie mondiale au profit d’un petit nombre
Les détracteurs soutiennent que le FMI et la Banque Mondiale ont joué un rôle fondamental dans la formation et la consolidation du néolibéralisme. « En imposant les programmes d’ajustement structurel, ils sont à l’origine de politiques sociales catastrophiques pour les populations : privatisation des services sanitaires, privatisation de l’éducation, privatisation des services publics, libéralisation forcée du commerce, tout cela en parfaite concordance avec la politique commerciale et les règles libérales de l’OMC. »
Le FMI et la Banque mondiale sont des institutions qui ont obéi aux intérêts des pays les plus développés et dont l’objectif principal a été, entre autres, « le recouvrement des intérêts de la dette, la soumission de chaque pays aux règles juridiques de la déréglementation assurant la libéralisation des mouvements de capitaux, la démission des pouvoirs publics de tout contrôle démocratique sur l’économie nationale. Avec l’OMC, elles sont, en substance, les gardiens institutionnels des intérêts privés et les piliers politico-juridiques du système libéral mondial. C’est la nouvelle forme de colonialisme : la domination des puissants se manifeste et se cache derrière la prise de décisions au sein d’organismes multilatéraux économiques, financiers et commerciaux . »

### Déficit démocratique et de transparence
Au niveau mondial, la Banque mondiale et le Fonds monétaire international sont les institutions financières les plus puissantes. La libéralisation des marchés a progressivement réduit la capacité de manœuvre des États en ce qui concerne leur propre politique économique. Cette autorité décroissante n’a pas été compensée par un pouvoir démocratique au niveau multilatéral. Parmi les institutions qui exercent la gouvernance mondiale, les institutions financières internationales sont celles qui présentent le plus grand « déficit démocratique », ce qui heurte de plus en plus la population planétaire qu’elles sont censées représenter .
Par ailleurs, au sein des IFI, les mécanismes obligeant à rendre des comptes sont inexistants ou inadaptés. Au niveau de l’État, ce sont les gouvernements qui rendent des comptes au pouvoir législatif et au niveau international, ce sont les organisations intergouvernementales qui informent certains conseils intergouvernementaux constitués par des représentants des gouvernements.
Selon une enquête effectuée par plusieurs acteurs de la société civile internationale , bien que l’autorité et les pratiques législatives diffèrent selon chaque pays, le degré de vigilance démocratique des pouvoirs législatifs nationaux à l’égard de la Banque mondiale et du FMI reste très faible. Les législateurs et les citoyens qu’ils représentent n’ont pratiquement pas d’influence et sont à peine consultés sur les questions concernant la Banque mondiale et le FMI. Voici par ailleurs quelques-unes des principales conclusions de l’enquête :
- Dans la plupart des cas, les représentants du pouvoir législatif ne participent pas à la sélection des hauts fonctionnaires nationaux des institutions de Bretton Woods (IBW) ;
- Les priorités et la prise de décision à l’échelle nationale sont, dans la pratique, de la compétence du pouvoir exécutif. Mais les administrateurs de la Banque mondiale et du FMI peuvent participer à la prise de décisions à différents degrés ;
- L’instauration de priorités et la prise de décision au niveau des différents groupes de pays ont lieu de façon ponctuelle et non transparente ;
- Les rapports annuels sur les activités des gouvernements dans les institutions de Bretton Woods ne font l’objet d’aucune analyse de la part des législateurs ;
- La participation de la société civile aux activités des IBW se limite à des consultations immédiates à l’occasion des rencontres de printemps ou d’automne de ces institutions ;
- Les gouvernements ne réalisent pas d’audit indépendant sur leurs obligations financières vis-à-vis des IBW ;
- Les parlementaires ont un accès limité aux IBW en raison de politiques restrictives en matière d’accès à l’information [39].

La question de la transparence démocratique concerne également les organismes régulateurs comme le Comité de Bâle (entre autres). Selon IBase, il est nécessaire que la société civile fasse un effort pour acquérir des compétences, pour diffuser des informations et faire pression sur les gouvernements afin qu’ils adoptent une position plus efficace et plus responsable à cet égard .

### Complexité
Au lieu d’une réglementation centralisée et cohérente qui serait le fruit d’une action coordonnée entre les institutions financières, il existe une multitude de lois, normes, traités, institutions et accords souvent mal combinés entre eux. « La subdivision du système en trois secteurs (banque, valeurs et assurances) ne correspond plus depuis longtemps à la réalité complexe des marchés financiers internationaux. Le résultat de cet accord tripartite, combiné à l’existence d’organismes internationaux dont les responsabilités se chevauchent, est un réseau très compliqué d’institutions et de comités sans logique ni structure évidente . »

### Limitations institutionnelles
« Il n’existe pas de banque centrale ni d’entité de contrôle financier qui dispose de compétences globales […]. Le Fonds monétaire international (FMI) est en train d’affronter sa propre crise d’identité et de légitimité et la Banque des règlements internationaux (BRI) est une simple association de banques centrales nationales qui possède des fonctions importantes et à la fois très limitées […] . »
Par ailleurs, on a pu constater le degré de gravité de la crise financière de 2008 du fait de l’absence de capacité de réaction des Nations unies . Ainsi, l’autonomie des IFI et leur zèle en faveur des intérêts des pays les plus puissants ont-ils relégué l’ONU à un second plan dans l’architecture de la gouvernance mondiale.

### Manquement au droit international
Les institutions financières internationales ont également été critiquées pour le non-respect du droit international durant la période où elles ont soutenu ouvertement, entre autres, le régime de l’apartheid en Afrique du Sud  et les dictatures argentine, chilienne, indonésienne... au lourd passé de crimes contre l’humanité : tortures en masse, viols, disparitions, exécutions sommaires...

## La gouvernance entrepreneuriale
« La gouvernance entrepreneuriale est l’ensemble des processus, habitudes, politiques, lois et institutions qui déterminent la façon dont une compagnie est dirigée, administrée ou contrôlée. La gouvernance entrepreneuriale comprend également les relations entre les divers acteurs impliqués et les objectifs qui guident la manière dont une compagnie est gouvernée. Les acteurs les plus importants sont les actionnaires, l’équipe de gestion et l’équipe de direction. Les autres acteurs comprennent les employés, les clients, les créanciers, les fournisseurs, les contrôleurs, etc. »
« La gouvernance entrepreneuriale a de multiples facettes : l’obligation de rendre des comptes pour les individus appartenant à la compagnie, l’efficacité économique exigée par les actionnaires ainsi que les différentes cultures actionnariales dans le monde. Depuis 2001, il existe un nouvel intérêt pour les pratiques de gouvernance entrepreneuriale des compagnies modernes, particulièrement en raison de l’effondrement d’un certain nombre de grandes entreprises aux États-Unis, comme Enron et MCI Inc. »
Gouvernance des entités bancaires
Le processus de gouvernance financière des entités bancaires comprend quatre acteurs fondamentaux :
- Le conseil d’administration
- Le comité de vérification
- Le contrôleur externe
- La direction (y compris les responsables financiers et non financiers de l'entité concernée)

Ces acteurs doivent examiner leurs rôles et leurs responsabilités ainsi que leur interaction et la façon dont ils travaillent ensemble. La qualité de l’information financière et entrepreneuriale est déterminée par l’efficacité de la collaboration entre ces acteurs .

## La gouvernance financière alternative et solidaire
Certaines pratiques de finance solidaire se sont progressivement développées depuis plusieurs dizaines d’années en tant qu’instruments de lutte contre la pauvreté, l’exclusion et le chômage. Dans la pratique toutefois, les initiatives se définissant comme relevant de la finance solidaire n’ont pas toutes ces objectifs sociaux. « La finance solidaire a pour mission d’utiliser les outils financiers afin d’encourager un développement équitable et durable. Sa vision à long terme est d’augmenter le capital social. Ses acteurs sont multiples et possèdent des techniques, des comportements et des moyens d’action différents, mais ensemble, ils donnent lieu à l’émergence d’une identité spécifique de la finance solidaire. Ils ont la capacité de penser de manière globale, de rassembler les individus et les acteurs autour d’une activité financière, de connaître les besoins des acteurs économiques individuels et des communautés, indépendamment de leurs conditions économiques et sociales. La fonction de la finance solidaire consiste à financer des activités et des personnes dans le cadre d’un intérêt général, en garantissant le capital social. La finance solidaire travaille dans un environnement de pauvreté, d’exclusion ou de difficulté d’accès à des services financiers . »
Compte tenu du fait qu’il n’existe pas de pratiques de finance solidaire généralisées à l’échelle mondiale, on ne peut pas encore imaginer ce que pourrait être une gouvernance mondiale de la finance solidaire. Le capital et les liens sociaux garantissant une finance sociale efficace à l’échelle locale, l’idée de créer une « Banque mondiale solidaire » a été lancée au cours du Forum social mondial de Porto Alegre. Il ne s’agit pas d’une « copie alternative » de la Banque mondiale. Il est question de « relier les expériences existantes, de les confronter et de créer une alliance entre elles pour pouvoir changer d’échelle. Pour créer un réseau d’acteurs dans le domaine de la finance solidaire, on a toutefois besoin d’un cadre qui s’articule autour de quatre points : la réunion d’une épargne solidaire avec la mobilisation de fonds publics et privés (surtout dans les pays du Nord), le transfert de crédit grâce à des « outils » financiers (fonds d’investissement, fonds de garantie), l’intermédiation bancaire dans les pays en voie de développement et, pour finir, le développement d’expériences locales d’épargne et/ou de crédit  ».

## Les positions officielles
Les positions officielles face à la crise financière de 2008 déterminent dans une grande mesure la vision des institutions internationales, des États et des autres acteurs sur le type de gouvernance financière nécessaire dans le futur. IBase  considère que, selon la vision officielle, « le système est bon et peut être amélioré en procédant à quelques réajustements techniques [...]. Le Forum de stabilité financière propose ainsi des normes plus strictes pour diriger les agences de notation de crédit, mais pas leur déshabilitation. Le Comité de Bâle envisage d’augmenter les coefficients de capital et de perfectionner les formules utilisées pour calculer ces coefficients et pouvoir tenir compte des problèmes de liquidité, etc. ».
« Dans des cercles officiels, deux processus parallèles fonctionneront dans les prochains mois ou années à venir. L’un tâchera de mettre sur pied des mesures et des programmes pour compenser les effets de la crise financière et de la récession dans l’économie réelle. Cela se déroulera à l’échelle nationale et, dans certains cas, sur une base régionale. […] L’autre tentera d’élaborer une nouvelle architecture financière. Ce processus multilatéral a débuté le 15 novembre à Washington et se prolongera sur plusieurs mois, voire plusieurs années . »

### Des institutions financières internationales
Les participants du sommet du G20 de 2008, qui s'est déroulé à Washington, prévoient des réajustements sur les thèmes suivants :
- Renforcement de la transparence et de la responsabilité sur les marchés financiers ;
- Amélioration de la régulation ;
- Évaluation transparente des systèmes de régulation nationaux ;
- Promotion de l’intégrité sur les marchés financiers ;
- Intensification de la coopération internationale ;
- Réforme des institutions financières internationales en augmentant le nombre de membres des pays émergents.

Selon IBase, le G20 tente ainsi de perpétuer le processus de libéralisation, en se montrant confiant vis-à-vis des instruments utilisés jusqu’à présent, comme la gestion de risque privée ou les agences de notation de crédit. Aussi le changement de cap, qui implique l’ouverture de certaines institutions (comme le Forum de stabilité financière et le G20) aux pays émergents, n’a-t-il pas été accompagné d’une réorientation dans les stratégies de régulation ni dans la démocratisation de la prise de décision, mais il a servi à donner une légitimité aux institutions ayant produit la crise, comme pour réaffirmer leur « engagement envers une économie globale ouverte […] . »
Selon une autre source, le plus grand progrès à long terme issu de ce sommet est « l’accord sur une régulation coordonnée du secteur financier, fondée sur une plus grande transparence », bien que « l’événement historique du sommet soit l’augmentation des crédits accordés au FMI […] ». Mais « on ne peut toujours pas savoir s’il aura un impact sur l’économie réelle et, de plus, le sommet n’apporte pas de solutions sur la solvabilité des institutions financières, sur la relance économique, sur l’homogénéisation des fiscalités et des normes comptables, etc.. » En ce qui concerne la régulation des entités bancaires, certaines propositions sont à l’étude pour éviter que ne se reproduise la dérive qui a conduit à la crise de 2008. Parmi ces propositions, on peut noter  :
- Le rachat des actifs toxiques (bien que le mécanisme soit difficile à expliquer) ;
- La mise en place d’une garantie qui protège contre les pertes engendrées par ces actifs, comme cela a été fait avec la CITI ou la Bank of America ;
- La création d’une banque publique qui reprenne les mauvais actifs et libère les bilans des entités financières ;
- L’introduction d’un modèle alternatif à l’intervention publique massive ;
- Le soutien à une révision de la régulation financière, avec une meilleure protection des consommateurs et des investisseurs.

### Des États et des organismes continentaux
La position européenne consiste à étendre à l’échelle mondiale les principes de régulation, coordination et de solidarité qui ont constitué les piliers de la construction européenne :
Régulation« La régulation financière internationale actuelle est une espèce de « rafistolage » absurde qui tombe parfois en morceaux : le contrôle de certains acteurs importants (agences de notation, fonds d’investissement) est incomplet, la cohérence entre les normes (comptables, d’ordre prudentiel) et les institutions qui les définissent est insuffisante, de même que la lutte contre les paradis fiscaux qui ne coopèrent pas. »
Coordination« On constate le même phénomène en matière d’analyse de risques : les innombrables sentinelles internationales communiquent peu ou pas entre elles, rendant difficile l’identification des risques globaux. Il faut organiser des réseaux pour pouvoir alerter les dirigeants immédiatement. »
Dans le domaine du renforcement institutionnel, « le FMI doit jouer un rôle essentiel. Tout comme l’Union européenne s’est dotée d’un Ecofin et d’un Eurogroupe, le comité monétaire et financier international du FMI devrait se transformer en un véritable conseil ministériel avec des pouvoirs statutaires. On devrait impliquer davantage les pays émergents » en suivant les premiers pas faits dans le cadre du G20. « Le FMI relégitimé devra également disposer d’instruments adaptés à sa nouvelle mission, de mesures de garantie et même d’un nouvel instrument de liquidité. »
Solidarité« Un des dangers de la crise actuelle est sa connexion avec le changement climatique et le sous-développement. L’Europe est l’entité qui contribue le plus au développement, elle est en train de se fixer des objectifs aussi difficiles qu’exemplaires en matière d’investissements environnementaux. Cela lui donne une forte légitimité pour lancer le débat à Washington et proposer une conférence internationale pour améliorer la gouvernance économique mondiale sur ces bases . »
L’Union européenne peut apporter son expérience en matière de régulation financière. La feuille de route du Conseil pour les affaires économiques et financières (Ecofin) s’articule ainsi autour de quatre axes de travail : amélioration de la transparence, évaluation des produits financiers, renforcement des exigences prudentielles requises et amélioration du fonctionnement des marchés grâce à une ligne de conduite plus adaptée en matière de notification de crédit .
Gordon Brown a proposé de transformer le FMI en une banque centrale mondiale indépendante dotée de moyens financiers propres , tandis que Nicolas Sarkozy a proposé qu’il coordonne la régulation mondiale avec un plan pour développer une stratégie en matière de gouvernance et de rétablissement mondial, et que l’OIT joue un rôle plus important dans la sortie de la crise financière .
L’orientation américaine, appuyée par la Grande-Bretagne et le Japon, consiste à relancer le moteur de l’économie-monde à l’aide d’une plus grande stimulation économique pour les institutions et les acteurs financiers. Cela contraste avec la vision européenne, qui accorde plus d’importance à la régulation. Dans la pratique, le G20 a accordé un volume de 1,1 milliard de dollars au FMI, que celui-ci devra consacrer à l’émission de « droits de tirage spéciaux » (DTS), bien que de nombreux commentaires se soient laissés entendre sur le caractère limité de la mesure .

## Propositions

### Dans le système régulateur
D’une manière générale, il faut qu’une gouvernance financière améliorée renforce les normes internationales qui régulent l’activité des marchés financiers.
Réintégration régulée des marchés
Une des idées centrales est le développement d’une réintégration des économies financière et productive, régulée par des normes spécifiques qui mettraient la première au service de la seconde. Il s’agit d’en finir avec les taux de change déterminés par les mouvements de capitaux et il convient de revenir aux taux déterminés par les échanges commerciaux réels. Ainsi « les banques centrales [doivent-elles] mieux contrôler les canaux de transmission de la politique monétaire pour que les travaux de régulation soient effectifs. Ce n’est qu’en renonçant à l’exubérance irrationnelle du système financier du futur qu’on pourra se débarrasser des comportements spéculatifs qui ont imposé un remaniement du système de Bretton Woods  ». Pour cela, il faut délimiter le système de paiement, les dépôts, le prêt aux consommateurs et aux petites et moyennes entreprises. Il faut également réintroduire des mesures de séparation structurelle entre des activités financières incompatibles entre elles, dont l’amalgame est l’un des facteurs responsables de la crise de 2008 .
Par ailleurs, il faut mettre en place une régulation spécifique et solide, qui traverse et intègre les différents secteurs fortement interdépendants, mais avec des régulations séparées (Bourse, banque, assurances). Ce rôle devrait être assumé par le FMI ou le Fonds de stabilité financière .
Finalement, les normes de Bâle ainsi que les normes internationales d’information financière doivent être révisées pour éviter le risque systémique inhérent à son caractère « procyclique » d’accentuation des chocs économiques .
Transparence
Il faudrait une plus grande transparence de la part des banques, des établissements financiers, des institutions internationales, des organismes d’État (comptes des banques centrales, budgets nationaux, comptes extérieurs, contrats de prêt, modalités des titres, indicateurs de performance). Cette transparence devra être une directive fondamentale des systèmes financier et monétaire internationaux  et nationaux. Concrètement, il faut éliminer le secret bancaire . Selon Ibase, il faut « enlever le voile qui couvre le fonctionnement des marchés et des institutions financières pour le rendre accessible aux citoyens et aux activistes de la société civile. Il n’existe absolument aucun aspect important touchant aux systèmes financiers qui ne puisse être compris et évalué par un citoyen convenablement informé  ». Par ailleurs, « il faut instaurer de nouveaux droits de citoyenneté financière, fondés sur une plus grande transparence des entités financières et sur une charte de droit à l’information et à la formation financière pour les citoyens  ».
Concrètement, il faut mettre en place « un véritable audit public des règles internes de fonctionnement des IFI, […] redéfinir les relations entre ces institutions, et entre ces institutions et leurs « autorités de surveillance », établir un système de contrôle par les Parlements et la population […] [et] instaurer un système comparatif d’analyse à long terme basé sur la capitalisation permanente de l’expérience  ».
Modèles financiers
En premier lieu, il faut limiter la capacité d’endettement pour que les banques ne dépendent pas excessivement d’une dette pouvant mettre en péril toute leur économie .
Il est, en outre, nécessaire :
- « D’instaurer un modèle de finances éthiques, qui interdise les investissements financiers dénaturant les matières premières, pour éviter la bulle des prix sur les aliments ou le pétrole et son douloureux impact social sur les citoyens. Il faudrait également introduire de nouveaux critères et des classements en matière d’investissement socialement responsable récompensant les investissements et les entreprises qui développent des activités bénéfiques pour la société » ;
- « D’éliminer les paradis fiscaux et de rediriger leurs fonds afin de réaliser les objectifs du Millénaire. Pour cela, il faut mettre en marche une série d’initiatives nationales et internationales. Elles requièrent une forte impulsion politique, mais les rendements globaux seraient très positifs. Dans ce sens, il faudrait envisager l’introduction d’un processus de régularisation fiscale progressive et coordonnée jusqu’en 2015[59]. »

Selon Ibase, il existe trois modèles alternatifs de base qui pourraient remplacer les formes actuelles et rempliraient les exigences exprimées.
1. « Un système financier draconien réduit, dans lequel les services de crédit et de transaction seraient assurés par des banques publiques et les marchés de patrimoine privés seraient fermés. On éviterait ainsi la spéculation dans le système bancaire au moyen d’une spécification stricte de ses fonctions. »
2. « Un système financier mixte, dans lequel le secteur bancaire serait absorbé par l’État, mais où les marchés de titres et d’intermédiation financière non bancaire resteraient dans le privé, bien qu’étroitement régulés et contrôlés. »
3. « Le troisième modèle préserverait la propriété privée des banques et des institutions financières non bancaires ainsi que les marchés de titres, mais transformerait de manière draconienne le système de régulation et de contrôle. En particulier, il faudrait abandonner la stratégie actuelle de Bâle de la régulation prudentielle basée sur des normes microéconomiques, au profit d’un critère systémique et macroéconomique de stabilité. »

« Cependant, toutes ces propositions ont une caractéristique essentielle commune, qui est de restaurer le rôle fondamental des entités publiques dans le contrôle du système financier qui puisse garantir qu’il joue un rôle constructif dans le financement d’activités productives et la consommation, tout en préservant un degré acceptable de stabilité du système . »
Une autre possibilité consiste à récupérer les traditions économiques non occidentales pour les généraliser à l’échelle internationale. Par exemple, l’interdiction de la riba (intérêt usuraire) dans le Coran et dans d’autres documents religieux islamiques et son application dans le contexte moderne – où la croissance du commerce international, particulièrement dans les pays du Sud, implique aussi la croissance des échanges entre pays islamiques –, font que Greco  songe à créer un organisme international capable de gérer ces échanges. La généralisation du commerce « interislamique », et pourquoi pas entre pays non islamiques qui suivent ces principes, contribuerait à réduire de manière significative le poids de la dette des pays sous-développés.
Acteurs, agents et produits financiers
Voici d’autres propositions de révision du système économique et financier :
- Privilégier les marchés financiers centralisés, plus transparents, les marchés de transaction individualisés, comme les marchés d’options et de contrats à terme (futures) ;
- normaliser et réguler les différends boursiers [61] ;
- Supprimer les schémas de compensation des agents intermédiaires basés sur le nombre total de transactions, qui stimulent leur maximisation et exclusivement leur profit ;
- Évaluer régulièrement l’action des intermédiaires ;
- Interdire les options financières (stock-options) qui perturbent les dispositifs de solidarité pour les salariés ;
- Réduire le droit de veto des actionnaires à ceux qui le sont de façon permanente depuis plusieurs années ;
- Établir de nouvelles règles d’équité entre les actionnaires bancaires ;
- Mettre des limites légales à la fragmentation des risques financiers ;
- Fixer des limites aux conflits d’intérêts ;
- Réorienter l’épargne vers des investissements durables à long terme [62].

Gouvernance entrepreneuriale
- Dans un premier temps, il faut améliorer les systèmes d’évaluation des entreprises grâce à des changements comptables et de nouvelles agences de notation : l’évaluation du marché des actifs doit être complétée pour éviter la disparition d’entreprises solvables en période de panique financière [59] ;
- Il faut également corriger « les déficiences dans la gouvernance qui ont donné lieu à des schémas de compensation qui profitent aux gérants des entreprises au détriment d’autres personnes intéressées, y compris les actionnaires [63] ». Concrètement, on peut réformer les systèmes de rémunération des hauts dirigeants : leurs rémunérations doivent être liées à la création de valeur à moyen terme et leurs indemnisations liées aux causes ayant motivé leur licenciement [59] ;

- On doit également augmenter la responsabilité légale des chefs d’entreprises dans le cas d'activités criminelles [62] et, comme mesure anti-spéculative et de limitation des conduites irresponsables de certains actionnaires, limiter le droit de vote aux personnes qui sont actionnaires de façon permanente depuis plusieurs années [62]. Il faut trouver des réponses au manque d’indépendance des analystes financiers [21].
- Il existe une proposition qui concerne la structure de la gouvernance entrepreneuriale. Il s’agit de développer une obligation de transparence de l’entreprise envers les parties intéressées, au-delà du cercle réduit des actionnaires, et de participation de ces dernières. Dans le cas des banques qui courent un risque de banqueroute, cela peut impliquer non seulement leur sauvetage public, mais également l’exercice d’un contrôle sur les responsabilités privées et la façon dont l’argent est investi [12].

### Dans le système monétaire international
Une augmentation de la coordination mondiale entre banques centrales est nécessaire selon certains « pour contrôler la liquidité, augmenter la vigilance sur l’inflation des actifs et promouvoir la stabilité financière  ».
Liquidité
Gonçalves propose la création d’une institution monétaire mondiale ayant le pouvoir d’émettre de l’argent, de concéder des crédits et de contrôler ainsi le niveau de liquidité international. Pour éviter que les États-Unis ne dominent le marché financier, il faudrait au minimum que le Trésor américain contribue à un fonds global de compensation, destiné au développement des pays du Sud .
Une autre mesure consisterait en la création par le FMI d’une gamme de liquidités à court terme pour les économies émergentes qui souffrent de problèmes de liquidité causés par des crises financières systémiques extérieures à la politique économique de ces pays . Par ailleurs, l’émergence de fonds monétaires régionaux permettrait de disposer d’une plus grande liquidité pour faciliter le développement durable à l’échelle régionale .
Stabilisation
Il existe différentes propositions pour stabiliser l’aspect excessivement aléatoire de l’évolution de la valeur des devises, ainsi que les attaques spéculatives sur certaines monnaies.
Dans un premier temps, on peut créer un système de change fixe (accord a priori sur la valeur des monnaies)  ou flexible (accord a posteriori) de parité exacte ou avec un seuil de fluctuation entre les principales monnaies (euro, yen, dollar, yuan). Il existe également une autre possibilité qui consiste à commencer la stabilisation à l’échelle régionale, grâce à la création d’une unité de compte commune qui remplacerait la suprématie actuelle du dollar. Le reste des monnaies du monde entier devrait ensuite s’aligner sur certaines des monnaies fortes , Une troisième possibilité consisterait à multiplier l’émission des droits de tirage spéciaux (DTS), qui existent déjà, et à leur attribuer un rôle beaucoup plus important dans le système monétaire mondial, bien que, selon Taddei, cela ne suffise pas en soi pour assurer la stabilisation .
Par ailleurs, on pourrait introduire une clause monétaire qui permettrait d’instaurer des impôts compensatoires pour les pays qui pratiqueraient une dévaluation excessive de leur monnaie .
La stabilisation des principales monnaies doit également entraîner la stabilisation du coût de l’énergie, ce qui implique la participation, aux côtés des pays aux plus fortes devises, de la Russie et des États du Moyen-Orient. Dans cette même optique, on pourrait créer des quotas individuels négociables en énergie fossile comme une monnaie de plein droit .
Ajustement de la balance des paiements
Une institution ad hoc, financée par le secteur public et par un secteur privé capable d’assumer un plus grand engagement en matière de responsabilisation sociale, pourrait soutenir les pays qui rencontrent des difficultés dans leur balance de capitaux. Cela impliquerait également une modification du système des changes et un réajustement de la dette .
Fiscalité
Il existe différentes propositions d’impôts tendant à freiner la multiplicité et l’interdépendance des produits financiers. Un auteur propose par exemple un impôt sur la frugalité financière qui puisse profiter aux entreprises et aux individus . La création d’un impôt sur les transactions à court terme , le célèbre impôt sur les transactions financières (taxe Tobin), constituent des propositions relevant du même ordre d’idées.
D’autres propositions maintiennent le double objectif d’essayer de limiter la frénésie des marchés tout en aidant à la construction d’une économie écologique à l’échelle mondiale. Il en est ainsi de l’instauration d’« écotaxes » internationales, comme un impôt sur la consommation des ressources naturelles limitées et lentement renouvelables , ou les taxes sur le carbone et sur les émissions polluantes .
Enfin, comme nous l’avons dit supra, la solution à la fuite fiscale passe par l’élimination des paradis fiscaux de certains micro-États et territoires. Depuis 2005, il existe une directive pour en finir avec les paradis fiscaux. Tout dépend donc, selon De La Rocha Vásquez, de « la volonté réelle d’appliquer les accords. » Il faut également interdire le commerce avec les « évadés » fiscaux et infliger des sanctions pénales à ceux qui prennent de telles décisions ainsi qu’aux sous-traitants . Un traitement allant au-delà de la pénalisation des pires élèves sans éliminer le problème à la racine consisterait à faire un effort de coordination fiscale à l’échelle mondiale avec la mise en place de « seuils minimaux d’imposition » sur le capital .

### Dans la finance du développement
Selon Ibase, l’objectif principal de la régulation financière doit être d’encourager le plein emploi et le développement  : « Les marchés financiers et les institutions devront être fonctionnels et s’adapter aux besoins de développement et de production, promouvoir l’intégration et le libre accès de la population en général aux produits de services et d’épargne. Mais ce n’est pas suffisant. Il est également crucial de mettre en place ces fonctions sans exposer la société au risque de sérieuses turbulences et de crises. Par conséquent, la régulation et le contrôle doivent être reconnus comme tels : activité policière pour contrôler les tendances destructives sous-tendues dans les opérations normales des marchés financiers. Il ne s’agit pas de criminaliser les activités financières. Il faut seulement reconnaître que certaines activités constituent des menaces particulières pour la société et qu’elles doivent, en conséquence, faire l’objet d’une attention et d’un contrôle spécifiques. Pour s’assurer que la stabilité du système est l’objet de soins spéciaux, la régulation financière doit s’étendre à toutes les parties du système. Des instruments comme les produits dérivés hors Bourse ou des organismes comme des « entités à intérêt variable », des fonds de patrimoine privé et des fonds de couverture doivent être évalués du point de vue de leur impact sur la macro-stabilité générale du système à l’aide d’une régulation macro-prudentielle . »
D’un point de vue réformiste, le système financier doit servir l’évolution du développement sans remettre en question le mécanisme de la conditionnalité. Il s’agit :
- De garantir l’accès aux financements dans le domaine commercial, particulièrement aux pays les plus pauvres, pour les activités et les secteurs qui ont été affectés du fait des restrictions de crédit ;
- D’affronter les problèmes de liquidité grâce à des systèmes de paiement qui comprennent différentes devises (voir la partie consacrée à la liquidité) ;
- De mettre en place un mécanisme financier anti-crise pour apporter à grande échelle et sous certaines conditions des fonds de remboursement rapide afin de réduire l’impact de la chute des exportations des pays les moins développés [72].

Dette
La dette extérieure est devenue un obstacle important au développement des pays du Sud. Elle accroît la vulnérabilité extérieure de ces pays, qui orientent souvent leurs politiques économiques vers la stabilisation de la balance des paiements en raison de cette dette. Il faut créer des mécanismes d’allègement de la dette ou développer ceux qui existent déjà . Pour lutter contre l’exclusion, il existe, selon Dembinski, différentes propositions qui vont de la suppression périodique des impayés aux procédures d’arbitrage de l’allègement de la dette la plus insupportable. Cet auteur affirme qu’il est nécessaire d’établir un lien entre la dette extérieure des pays pauvres et la corruption de leurs dirigeants, de manière à inclure le droit de poursuites dans les conditions de renégociation de la dette . Le respect des droits économiques, sociaux et culturels (DESC), la valeur ajoutée des exportations et le renforcement du marché intérieur afin d’éviter de nouveaux surendettements  pourraient constituer d’autres conditions en matière de renégociation de la dette.
Il faut également prêter attention à ce qu'Ugarteche  appelle les pays riches fortement endettés (PRFE). Les prêts destinés à ces pays, qui génèrent d’importants volumes de dette, devraient également être assujettis à la réorganisation de l’économie de ces États et à l’obtention par voie de conséquence d’une stabilisation financière.
Prêts pour le financement du développement
Le financement du développement ne devrait entraîner aucune conditionnalité, à l’exception de celle relative à la viabilité économique et financière des projets et à leur impact sur l’environnement. L’ajustement structurel des prêts liés aux réformes de type libéral devrait être aboli des projets de travail des institutions ,.
Parmi les propositions, il faut souligner les diverses créations de fonds :
- Un fonds de protection sociale qui assiste les pays en voie de développement afin de créer des systèmes apportant un minimum de protection, y compris la constitution de provisions pour les chômeurs, la santé et les retraités ;
- Un fonds de développement des petites entreprises qui facilite la mise à disposition de liquidités et de capitaux pour ces petites structures[76] ;
- Un fonds d’infrastructure financière pour stimuler l’économie, aider à surmonter les défis du réchauffement global, soutenir l’économie informelle, etc.[76].

Dans le cas de l’Afrique, le continent le plus marginalisé par la mondialisation économique, Atkinson  propose de créer les impôts et mécanismes suivants pour financer le développement à l’échelle continentale : impôt sur les transactions financières (taxe Tobin), impôts environnementaux mondiaux, nouveaux types de droits de tirage spéciaux (DTS), facilitation de l’augmentation des donations pour le développement à travers les agences des Nations unies et fonds garanti pour les pays les plus pauvres par les pays donateurs et les versements de la diaspora. Un autre auteur propose la mise en place de nouveaux droits de tirage spéciaux à l’échelle mondiale .
Changements institutionnels
Il existe différentes propositions de changement de l’architecture institutionnelle de la gouvernance financière. La plupart d’entre elles sont orientées vers le renforcement, la transformation ou la refondation des institutions financières :
- Éliminer la fonction régulatrice des institutions de Bretton Woods et les soumettre au scrutin de l’ONU [79],[80]. Dans le cas du FMI, sa mission initiale d’aide aux pays en voie de développement doit être remplacée par une mission de coordination des politiques monétaires et fiscales [61]. la Banque Mondiale peut quant à elle devenir un organisme de promotion d’un développement responsable, pluriel et solidaire[21] ;
- Il existe une proposition plus avancée qui envisage la transformation du FMI en un Fonds monétaire global (FMG), avec une capacité financière multipliée par quatre selon certains [59]. D'autres estiment que le FMI devrait renforcer sa capacité jusqu’à mille milliards de dollars [81]. La nouvelle institution aurait besoin d’une reforme du système de vote et d’un mandat raffermi de contrôle et de surveillance des finances mondiales [59] ;
- Dans une même optique, un auteur suggère la création d’une Organisation financière mondiale, construite sur l’accumulation de règles bilatérales et d’accords sur des flux financiers permettant d’établir des normes de régulation et de partager l’information [82] ;
- Une proposition plus radicale encore envisage l’abolition du FMI et de la Banque mondiale et la création, avec leur capital, d’un Fonds de développement international pour le financement de projets sociaux, économiques et environnementaux dans les pays en voie de développement. Ce fonds serait composé de représentants de la société civile, mais pas des gouvernements [57]. Une autre possibilité, similaire à cette-ci, est la mise en place d’un Conseil économique mondial (Global Economic Council, GEC) chargé d’élaborer un nouveau consensus global autour d’une série de politiques de développement durable [75] ;
- Toujours dans la ligne des transformations structurelles des institutions de Bretton Woods, un nouveau modèle pourrait être créé, différent du précédent du fait de l’éventail de ses compétences et des acteurs impliqués. Sa mission serait de réguler les systèmes monétaire, financier et énergétique. Il impliquerait les différentes régions du monde alors détentrices de monnaies régionales fortes, connectées entre elles par des valeurs stables d’échange révisées périodiquement [62] ;
- L’Organisation mondiale du commerce doit être capable d’effectuer périodiquement des bilans environnementaux et sociaux communs qui ouvrent la voie à une consolidation et une internationalisation du droit économique. Pour cela, elle doit évoluer d’un espace de résolution des différends entre États à un espace de résolution des problèmes entre les différentes parties (entreprises, États, consommateurs) [83] ;
- Ainsi, cette alternative ne passe pas nécessairement par la création de nouvelles institutions mais par un renforcement et une plus grande précision des règles du jeu. Selon Bello [84], « les pays du Sud et la société civile internationale doivent défendre un nouveau système de gouvernance économique plus fluide, moins structuré, davantage pluriel, avec un meilleur équilibre des pouvoirs […] ». Cet auteur défend également l’idée d’une réduction du pouvoir du FMI, afin qu’il soit reconverti en un espace de recherche plus décentralisé, faisant partie d’institutions et d’organisations qui interagiraient selon des accords et des négociations larges et flexibles. Dans ce cadre, le FMI serait un acteur supplémentaire, évalué par d’autres organisations et accords en tenant compte du caractère régional d’une grande partie des crises financières. Bello parie également sur l’émergence de fonds monétaires régionaux, qui participeraient à la régulation de la gouvernance financière mondiale. Selon l’auteur, ces fonds disposeraient pour soutenir les pays en crise d’une liquidité plus grande que celle dont le FMI bénéficie actuellement, dont l’attribution ne serait pas assujettie à des conditionnalités dictées par le FMI ou la Banque mondiale. Sa fonction serait de faciliter l’établissement de conditions favorables à un développement durable dans la région, en s’éloignant de la déstabilisation des flux de capitaux [85] ;
- Il faut établir une division du travail entre les institutions existantes qui soit précise et qui évite la superposition et l’amalgame de fonctions, mandats et objectifs [86] ;
- Par ailleurs on peut revitaliser le rôle des agences de développement économique et social de l’ONU [79]. Ces institutions, particulièrement le Programme des Nations unies pour le développement (PNUD) ou l’Organisation internationale du travail (OIT), devraient s’engager plus activement dans la gouvernance économique et financière mondiale [64] ;
- Il est également possible de mettre l’accent sur le développement d’organismes régionaux, particulièrement dans les régions du Sud, pour diminuer la dépendance à l’égard des organismes mondiaux au sein desquels « seule une poignée décide tandis que tous en subissent les conséquences [87] » ;
- La coopération régionale est aussi un aspect dont il faut tenir compte [88]. Il est en outre nécessaire de récupérer ce qu’on appelle le « principe d’équivalence », selon lequel l’accès aux coûts et aux bénéfices liés à la production d’un bien doit coïncider avec l’accès à la juridiction dans laquelle se prennent les principales décisions liées au bien en question [89]. Enfin, il est nécessaire d’élaborer un directoire semblable au G7 et au G20 qui soit représentatif des régions les plus importantes de la planète [90] ;
- Un auteur propose la création de « réseaux de gouvernance financière » (Financial Governance Networks, FGNs), composés de pays sans réel dénominateur géographique commun, mais qui partageraient des critères similaires en matière de risque financier, à propos du contrôle de capitaux, des services et des outils financiers. Ces réseaux devraient disposer de tribunaux d’arbitrage [91].

Agenda global
Selon certains analystes, la réponse à la crise du système financier doit faire partie d’un changement de paradigme face à une crise systémique  qui touche tout le modèle de développement économique. Nous avons besoin d’« une globalisation différente qui ne soit pas uniquement guidée par des principes de rentabilité, mais aussi par des principes de justice, de solidarité et de responsabilité face aux citoyens ».
Ainsi, selon cette même source, les solutions à la crise financière doivent faire partie d’un agenda plus large qui adopte des changements vis-à-vis des carences intolérables relatives au changement climatique, à la pauvreté ou à la crise énergétique. Ainsi, à court terme, doit-il exister un soutien de la part des États pour compléter l’ambitieux accord qui pourrait naître dans le cadre de la convention-cadre des Nations unies sur le changement climatique de Copenhague, en décembre 2009 . On peut parallèlement faire face au dumping social avec cette règle classique selon laquelle les salaires doivent augmenter au même rythme que les bénéfices .
Le nouveau cadre financier doit garantir une stabilité macroéconomique qui permette de créer un commerce international juste, une durabilité environnementale, une gouvernance effective des migrations, par exemple grâce à une Organisation mondiale des migrations .
Pour ce qui est de l’architecture de la gouvernance, Dembinski considère qu’il faut transformer en système les relations « anachroniques » monétaires et financières internationales. Pour cela, il faut faire émerger une finalité qui les surmonte et les englobe, qui permette aux institutions concernées d’assumer leurs responsabilités et de définir ou redéfinir leurs missions en conséquence .
Dans la ligne de cet auteur, Landerretche propose la mise en œuvre d’une initiative appelée l’« Ère du bien-être humain » (Human Wealth Era, HWE), dans le même esprit que le « consensus de Washington ». Il s’agit d’élaborer une série de recommandations politiques, adaptables à des contextes économiques, culturels et politiques différents, qui comprennent des pactes pour des politiques de développement, de travail, d’éducation (surtout la formation professionnelle), de telle sorte que les aides gouvernementales et les réglementations en matière de travail soient utilisées pour encourager des accords commerciaux conformes aux principes de la HWE .
Principes et finalités
Le droit international doit s’appuyer sur certaines règles fondamentales ainsi que sur un schéma de valeurs communes subordonnées à la gouvernance financière mondiale.
Il faut ainsi introduire la règle selon laquelle : « Pour garantir la légitimité des dirigeants économiques, ils doivent être responsables devant des instances situées au même échelon que leur domaine d’action, ce qui n’est pas le cas actuellement : les entreprises, y compris les plus grandes d’entre elles, sont soumises au droit étatique, voire intra-étatique . » « Il faut soumettre toutes les entreprises à un même droit international, quelle que soit leur nationalité et indépendamment de la façon dont elles organisent le processus de production entre l’entreprise principale et les entreprises subordonnée s. »
Les valeurs économiques qui sont sous-jacentes dans le système de représentativité d’une partie fondamentale des institutions financières jusqu’à aujourd’hui doivent être remplacées par le principe d’une « communauté de destin partagée » qui gère les biens communs mondiaux . Un des principes d’organisation de cette communauté est l’équilibre entre l’humanité et la biosphère. Celui-ci devrait être introduit en tant que norme impérative dans le droit international .
Selon Lamy, la reconnaissance de ce bien commun et l’aspiration à une communauté à l’échelle mondiale conduit à un engagement dans une définition minimale de démocratie, qui peut se fonder sur l’efficacité, la légitimité et l’espace public. Cette démocratie à l’échelle mondiale n’implique pas la constitution d’un État ou d’un gouvernement planétaire. La communauté mondiale doit garder la structure politique actuelle avec, comme noyau central, les Nations unies .
Dembinski estime quant à lui que le système monétaire et financier doit être reconnu d’utilité publique universelle, avec pour finalité le bien-être général, supérieur à l’ensemble des intérêts individuels des pays ou des entreprises. Cette finalité doit être reconnue à l’échelle mondiale et non intergouvernementale, comme le fruit de la collaboration entre les secteurs public et privé, ce dernier devant acquérir une responsabilité fondamentale dans le fonctionnement de ladite architecture.
Cette finalité doit aller au-delà de ce qui est strictement légal et elle peut être définie sur le principe de la responsabilité d’autrui, qui implique la mise en place de mécanismes de réinsertion économique, à l’échelle des individus comme à celle des pays, que l’on peut décliner en trois catégories : un endettement responsable, un investissement responsable, une stabilisation des rémunérations .
Une des propositions qui émergent avec force est celle du développement d’un Green New Deal : il s’agit du projet d’un vaste programme international destiné à freiner le changement climatique et à sortir de la crise. Il consiste, entre autres, à investir de façon massive dans l’utilisation des énergies renouvelables, à créer des emplois dans les secteurs environnementaux de l’économie et à généraliser les impôts écologiques. Selon le Groupe Britannique du Green New Deal , les fonds économiques nécessaires pour mener à bien ce projet ne peuvent être obtenus que grâce à une collaboration entre le secteur public et le secteur privé. Et la participation privée n’est possible que si le prix des combustibles fossiles augmente ainsi que le nombre des investissements écologiques, tout cela par le biais de politiques publiques et de régulations décidées et orientées vers le contrôle de capitaux et le développement de l’économie verte.

### À l’échelle locale
« Il existe à l’échelle microéconomique ou locale plusieurs expériences et innovations qui tentent d’augmenter l’autonomie des différents acteurs, en particulier dans le système financier sur lequel il leur est difficile d’intervenir : les monnaies complémentaires et la microfinance, le principe de répartition des pertes et des bénéfices entre les entreprises et les financeurs . »
La participation de tous les acteurs impliqués aux processus d’intégration économique issus du développement de certains projets de fonds financiers a des conséquences individuelles et collectives bénéfiques pour la communauté concernée. Le Fonds régional pour l’innovation sociale du Nord-Pas-de-Calais en France  en est un exemple.
La structuration en réseau des entités financières à l’échelle locale peut constituer une autre voie d’accès permettant de diffuser des modèles financiers alternatifs dans toute la société. Ainsi, concrètement, dans le cas du Brésil, il serait possible, selon Grosso , de concevoir de petites institutions durables financièrement, compte tenu du peu de ressources dont dispose la communauté, ces entités n’agissant pas de manière isolée, mais comme un consortium d’entités de microfinance.
Un autre auteur  affirme qu’il est nécessaire de développer et de partager les expériences financières décentralisées déjà existantes, comme les coopératives ou les mutuelles, les caisses de crédit, les caisses d’épargne rurales et les dispositifs de crédit autogérés et solidaires, afin de tirer des leçons communes et de proposer une structure de modèles financiers alternatifs au modèle libéral. Ce type d’actions pourrait être complété à l’échelle politique par la mise en place de mécanismes de régulation démocratiques et solidaires, qui effectueraient une surveillance face aux risques d’instrumentalisation des initiatives de l’économie solidaire par les administrations locales ou étatiques ainsi que par les institutions internationales .
Une autre initiative envisagée dans le cadre d’une finance décentralisée est la création de « clubs d’étrangers » parmi les émigrés mexicains aux États-Unis. Il s’agit de « canaliser leur argent dans des projets de bien-être commun qui permettent d’améliorer les conditions de vie de la communauté. À court et moyen terme, les objectifs sont de répondre aux besoins fondamentaux en matière d’infrastructures, de services de santé et d’éducation ; à long terme, il s’agit de mettre en place des projets productifs, qui génèrent de l’emploi et capitalisent les communautés. » Ces clubs sont en même temps créateurs de réseaux sociaux de coopération et de travail communautaire, aussi bien dans les communautés d’origine que dans les communautés d’émigrants dans les pays d’implantation .
Enfin, il est également nécessaire d’une part, de faire pression sur les institutions internationales et continentales (Nations unies, OMC, FMI, Banque mondiale, OIT) pour qu’elles révisent leurs politiques et qu’elles intègrent l’économie solidaire comme un composant essentiel du développement durable, et d’autre part, de créer un lobby international face au PNUD pour que la méthodologie et les indicateurs de développement humain intègrent les questions de l’économie solidaire .